# Gloxinella lindeniana
Gloxinella lindeniana är en tvåhjärtbladig växtart som först beskrevs av Eduard August von Regel, och fick sitt nu gällande namn av Roalson och Boggan. Gloxinella lindeniana ingår i släktet Gloxinella och familjen Gesneriaceae. Inga underarter finns listade i Catalogue of Life.

## Bildgalleri

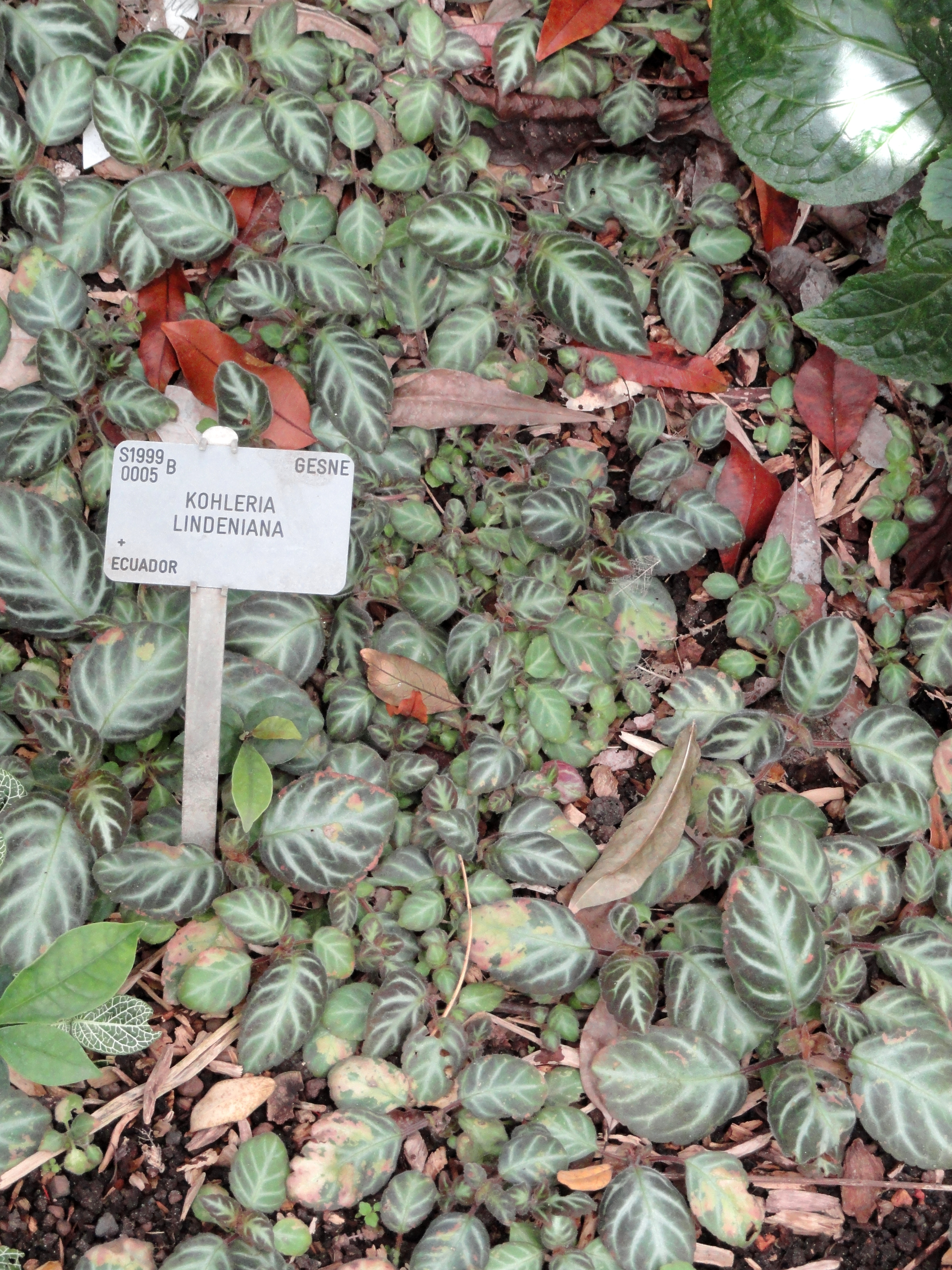